# Maurizio Micheluz
Maurizio Micheluz (Pordenone, 16 febbraio 1983) è un pilota motociclistico italiano.